# Гнилоп'ятка
Гнилоп'я́тка — річка в Україні, в межах Бердичівського району Житомирської області. Ліва притока Гнилоп'яті (басейн Дніпра). 

## Опис
Довжина 27 км. Площа водозбірного басейну 175 км². Похил річки 2,8 м/км. Долина трапецієподібна, заболочена, завширшки до 1 км, завглибшки до 20 м. Річище звивисте, завдовжки до 5 м (у пониззі). Споруджені ставки. Використовується на сільськогосподарські потреби, рибальство. 

## Притоки
- П'ятигірка (права).

## Розташування
Гнилоп'ятка бере початок на південь від села Райгородок. Тече спершу на північ, у пониззі — на північний схід. Впадає до Гнилоп'яті біля південно-східної околиці села Райки.